# Ekpeyes
Els ekpeyes (ekpeye: Àkpà ọ́híá) són els membres d'un grup ètnic el sud-est de Nigèria que té una cultura pròpia i ha tingut un regne antic. Els ekpeyes normalment són considerats com un subgrup ètnic dels igbos, ja que hi tenen molta relació ètnica i lingüística. Parlen la llengua ekpeye, una llengua igboide. Els ekpeyes viuen a les LGAs] d'Ahoada i Ogba-Egbema, a l'estat de Rivers. Segons el cens del 1991 eren 80.000 ekpeyes i segons el cens del 2006 n'eren 130.000.

## Història
Els ekpeyes han viscut durant molt de temps en el territori que té els límits al riu Orashi, a l'oest i el riu Sombreiro, a l'est que té presència humana des del 3000 aC. L'any 1000 ja es troba un gran assentament al seu centre geogràfic, en una zona que en l'actualitat es diu Akoh (Terra seca) i Egi. El naixement i expansió del Regne de Benín, en els segles següents va forçar que els igbo-parlants descendissin a través del riu Níger fins a l'actual Ekpeyeland. Hi va haver una crisi sociopolítica en la qual va néixer el Clan Ekpeye.
Hi va haver una minoria dels ekpeyes, juntament amb immigrants igbos que havien rebut influència cultural de Benín, van emigrar cap al nord i van fundar el que avui en dia és el territori Ogba, cosa que es pot comprovar perquè la seva llengua ha rebut influències importants de les llengües ekpeye i igbo. Avui en dia existeix el relat històric comú dels ekpeyes i ogbes que diu que tots dos grups són fills d'un mateix pare però que tenien mares diferents. Cal el 1542, durant el regnat de l'Oba de Benín, Awarre, quan el Regne de Benín estava en el seu punt àlgid, aquest Ogba, un beninitzat, va crear la teoria que el seu progenitor comú era un príncep de Benín; va anomenar a aquest progenitor amb el nom d'Akalaka, que no és cap de les personalitats que s'han esmentat en les històries de Benín. Hi ha la creença que aquest havia deixat el Regne de Benín a causa de les lluites internes de la família reial i va fugir amb la seva família enmig de rumors que era deslleial a l'Oba. Van emigrar cap al sud, seguint el riu Níger i es van assentar a la riba del riu Orashi (a l'actual poble d'Ubie, a Ekpeyelàndia).
Durant tot el temps, els ekpeyes van viure en poblats en els quals hi havia entre una i set de les famílies originals ekpeyes: imaji, uchi, agolo, uzhi, ishikoloko, edyiwulu i akpa i practicaren una democràcia representativa completa.
Però quan les forces polítiques van canviar a causa de l'Imperi Britànic, primer es va establir un pseudo-regnat establert per un Nworisa Odu del poblat d'Ogbele que va desafiar als britànics. Aquest, però fou pacificat quan se'l va reconéixer com Eze (Rei) d'Ekpeye i posteriorment fou obligat que anés a Degema, un centre administratiu colonial on va morir a la dècada de 1890.
Eze Ashirim, que es va convertir en el primer Eze Ekpeye Logbo, va portar la pau i la pompa a la monarquia ekpeye i va rebre el reconeixement del govern nigerià, que va ajudar a la seva influència política a la regió. En l'actualitat (2006), la venerada monarquia està en mans de Sa Altesa Reial Eze Robinson O. Robinson, el segon Eze Ekpeye Logbo de la terra Ekpeye, un oficial de la Força Aèria Nigeriana retirat.
Tot i que moltes de les monarquies de la regió solen ser hereditàries, el monarca d'Ekpeye és un dels pocs que és escollit en un procés democràtic, en el que tots els fills o filles del rei poden competir pel tron quan aquest queda vacant.

## Política
Els ekpeyes van lluitar en el bàndol igbo durant la Guerra de Biafra i posteriorment van rebre la repressió per part de les forces guanyadores governamentals. El seu territori tradicional està en una zona rica en recursos petrolífers i els ekpeyes consideren que no han estat prou remunerats per l'extracció del petroli i que aquesta destrueix el seu medi ambient. Els negocis petrolífers també han destruït els mitjans de vida tradicionals dels ekpeyes. Recentment, el Moviment per la Supervivència i el Desenvolupament de la Nacionalitat Ètnica Ekpeye ha intentat resistir-se als canvis que ha rebut la cultura ekpeye.

## Cultura
Els ekpeyes són un grup molt dinàmic culturalment. La seva cultura és una barreja entre una cultura pròpia ekpeye, la cultura dels veïns ijaws i la influència de la cultura igbo. La cultura ekpeye és molt similar a la igbo a causa que han tingut relacions amb aquest poble des de fa molt de temps i aquesta ha estat molt intensa. No obstant això, hi ha diferències, tot i que no estan massa clares. per exemple, en les màscares dels ekpeyes d'Egbukele (que han rebut influència dels ijaws) són diferents de les clàssiques màscares igbos, però les màscares ekpeyues d'Aarungu i d'Owu són formalment similars a les igbos.

## Llengua
Plantilla:AT
Els ekpeyes parlen la llengua ekpeye, una llengua igboide. Els seus dialectes principals són: l'ako, l'upata, l'ubie i l'igbudu. La paraula ekpeye deriva d'"Akpaohia" (Akpa + Ohia), que significa literalment "Territori Principal" o "Arbust Principal".